# Mitsubishi Z
Mitsubishi Z — автомобильная платформа, разработанная компаниями DaimlerChrysler и Mitsubishi в 2001 году и выпускавшаяся с 2003 по 2012 год.

## Описание
Впервые платформа Mitsubishi Z была представлена в 2003 году на Mitsubishi Colt. С 2004 по 2006 год на платформе Z выпускался Smart Forfour.
Mitsubishi Colt, который выпускался на заводе VDL Nedcar, был единственным автомобилем, получившим индекс «Z-car».

## Продукция

### Mitsubishi
- Mitsubishi Colt (2004—2012)[1]

### Smart
- Smart Forfour (2004—2006)[2]